# Ezra Abbot
Ezra Abbot (* 28. April 1819 in Jackson, Maine; † 21. März 1884 in Cambridge, Massachusetts) war ein US-amerikanischer Theologe, Bibelkritiker und Hochschullehrer.

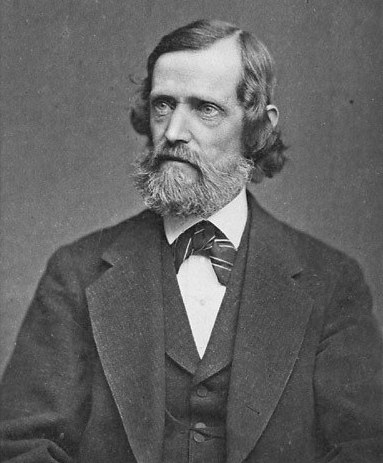

## Biografie
Abbot begann seinen Schulbesuch mit fünf Jahren und interessierte sich früh für die Geschichte des Altertums. Nach dem Besuch der Phillips Exeter Academy studierte er am Bowdoin College, das er 1840 abschloss. Danach ließ er sich in Cambridge nieder und wurde 1856 Assistent des Bibliothekars der Harvard University, wo er sich mit Bibelstudien befasste und nicht nur Revisionen durchführte, sondern 1864 auch eine neue Ausgabe des Buches Holy Living and Dying von Jeremy Taylor neu herausgab. 1861 wurde er in die American Academy of Arts and Sciences gewählt.
1869 erhielt er einen Doktor der Rechte (LL.D.) des Yale College und 1872 einen Doktor der Religionswissenschaft (Doctor of Divinity, D.D.) der Harvard University, obwohl er Laie war. Im Anschluss nahm er den Ruf auf eine Professur an der religionswissenschaftlichen Fakultät (Divinity School) der Harvard University an und unterrichtete dort bis zu seinem Tod Kritik und Interpretation des Neuen Testaments. Neben seiner Lehrtätigkeit verfasste er wichtige Beiträge für Zeitschriften, insbesondere zu bibelkritischen Themen. Daneben schuf er eine umfangreiche Bibliografie wie einen Anhang zur Critical History of Future Life von Alger sowie zu den Textausgaben von Konstantin von Tischendorf.
Seine wichtigste und zugleich letzte Arbeit war eine Ausgabe zur Authorship of the Fourth Gospel (1880). Abbot, der selbst ein Unitarier war, verfasste insbesondere Beiträge für Zeitschriften dieser religiösen Gemeinschaft. Daneben schrieb er gelegentlich Artikel für die North American Review sowie das Journal of the American Oriental Society und war außerdem Mitglied der amerikanischen Kommission zur Überarbeitung des Neuen Testaments. Zu seinen weiteren Büchern gehören New Discussions of the Trinity und Literature of the Doctrine of a Future Life. Daneben war er Herausgeber von Andrews Nortons Statement of the Reasons for not Believing the Doctrines of the Trinitarians und Lamsons Church of the First Three Centuries sowie anderer kontrovers diskutierter Schriften und verfasste die Artikel zur Aussprache von Namen des Worcester Dictionary.
Des Weiteren widmete er sich seiner eigenen Bibliothek, die rund 5000 Bände umfasste und zahlreiche seltene Ausgaben wie eine umfangreiche Sammlung von Ausgaben des griechischen Neuen Testaments umfasste. Nach seinem Tod wurde seine Privatbibliothek Bestandteil der Bücherei School of Divinity der Harvard University.
Anlässlich seines Todes gab die School of Divinity 1884 eine Festschrift zu seinen Ehren heraus.